# Mythimna vitellina
Mythimna vitellina, zuweilen auch als Steppenhügel-Weißadereule oder Dottereule bezeichnet, ist ein Schmetterling (Nachtfalter) aus der Familie der Eulenfalter (Noctuidae).

## Beschreibung

### Falter
Die Flügelspannweite der Falter beträgt 30 bis 43 Millimeter. Die Farbe der Vorderflügeloberseite variiert von ockerfarben bis zu hellgelb. Von dieser Farbe leitet sich auch der wissenschaftliche Name der Art ab (lat. vitellus = Eidotter). Oftmals ist eine rötliche Überstäubung vorhanden. Wellenlinie und Querlinien heben sich dunkelorange ab. Die Nierenmakel ist groß, undeutlich und besitzt einen schwarzen Mittelpunkt. Bei den Männchen ist die Hinterflügeloberseite zeichnungslos weißlich, bei den Weibchen zeichnungslos grau gefärbt.

### Ei
Das kugelige Ei besitzt eine stark abgeflachte Basis. Es hat zunächst eine gelbweiße Farbe, die später rötlich gelbe Tönungen annimmt. Die Oberfläche ist leicht wabenförmig.

### Raupe
Ausgewachsene Raupen haben eine bräunliche, grünliche oder rötliche Grundfärbung. Sie zeigen dünne weiße Rücken- und Nebenrückenlinien sowie einen blassen gelben Seitenstreifen. Die Stigmen sowie die kleinen Punktwarzen sind schwarz.

### Puppe
Der Kremaster der Puppe ist am Ende abgerundet und mit zwei Dornen versehen.

### Ähnliche Arten
Mythimna thomasi ist überwiegend gelbgrau oder rötlich grau gefärbt. Die äußere Querlinie ist undeutlich ausgeprägt. Da die ähnliche Mythimna daemona im Himalaya in Höhen über 3000 Metern vorkommt, gibt es keine geographische Überlappung mit Mythimna vitellina.

## Verbreitung und Lebensraum
Mythimna vitellina ist im Mittelmeergebiet, in Nordafrika und Vorderasien bis Nordindien weit verbreitet. Als Wanderfalter erreicht die Art jahrweise auch nördliche und östliche Gebiete und wurde beispielsweise auf den Britischen Inseln, in Dänemark und in Russland nachgewiesen. Sie besiedelt bevorzugt warme Hänge und Ödländereien sowie Steppenheiden.

## Lebensweise
Die Falter fliegen in zwei Generationen im Jahr, die zwischen Mai und Juli bzw. zwischen August und November anzutreffen sind. Sie sind nachtaktiv, fliegen künstliche Lichtquellen an, besuchen Köder und wurden auch an Schmetterlingsflieder (Buddleja davidii) saugend beobachtet. Nahrungspflanzen der Raupen sind verschiedene Gräser.

## Gefährdung
Mythimna vitellina ist in Deutschland nicht heimisch, wandert aber gelegentlich ein und wird auf der Roten Liste gefährdeter Arten als „Irrgast“ geführt.